# Louis de Boisot

Prent van Boisot door Hillebrant van Wouw

Louis de Boisot, in Nederlandstalige literatuur ook wel Lodewijk van Boisot (Brussel, ca. 1530 – Oosterschelde, 27 mei 1576), heer van Ruart (Nijvel), afkomstig van Brabantse adel, was een admiraal van de Zeeuwse geuzenvloot tijdens de Tachtigjarige Oorlog.

## Afkomst en jeugd
Zijn vader, Pierre de Boisot, was thesaurier-generaal in dienst van de landvoogdes Maria van Hongarije. Zijn moeder heette Louise de Tisnack. In zijn jonge jaren leidde Louis naar men zegt een losbandig leven. Heel lang kan dat niet geduurd hebben, want hij bekeerde zich tot het calvinisme en studeerde in Genève.

## Op de vlucht, agent van Willem van Oranje
Boisot deed zelf niet mee aan de onlusten rond de Beeldenstorm van 1566 en behoorde ook niet tot de ondertekenaars van het Eedverbond der Edelen. Wel stond hij vanaf 1567 in contact met Willem van Oranje, die hij in 1568 op Slot Dillenburg bezocht. Toen deze contacten bekend werden bij de Raad van Beroerten werd hij in 1567 gedwongen om huis en haard te verlaten.
In 1569 probeert hij de publieke opinie in de Nederlanden te beïnvloeden ten gunste van de rebellen door het sturen van wervende brieven. In 1570 bezocht hij Brussel. In 1571 werd Louis de Boisot door de Raad van Beroerten veroordeeld tot verbanning en verbeurdverklaring van al zijn bezittingen.
Tijdens de winter van 1571-1572 verbleef hij samen met zijn broer Charles in Keulen. Daar nam hij deel aan de voorbereidingen voor een nieuwe inval in de Nederlanden. In augustus 1572 werd hij door Willem van Oranje naar Frankrijk gestuurd om daar te overleggen met de leider van de hugenoten, Gaspard de Coligny. Boisot had echter de pech dat in de nacht van 23 op 24 augustus de Bartholomeusnacht plaatsvond, het begin van een bloedige repressie van de calvinisten. De Coligny werd gedurende die nacht vermoord. Boisot werd bij de grensstad Mézières gevangen genomen en zat een half jaar in Franse gevangenschap. Pas in het voorjaar van 1573 wist hij naar Engeland te ontvluchten; van daaruit begon hij te opereren als watergeus.

## Deelname aan de oorlog in Zeeland en Holland
In 1573 nam hij met zijn broer deel aan de Slag op het Haarlemmermeer, een vergeefse poging de belegerde stad Haarlem te ontzetten. Op 1 augustus werd hij admiraal van Vlissingen. Op 15 augustus 1573 benoemde Oranje hem tot luitenant-admiraal van Zeeland en op 4 maart 1574 tot luitenant-admiraal van Holland (en West-Friesland) en Zeeland samen.
Hij overwon de vloot van de Spaanse koning bij Fort Rammekens (augustus 1573). Boisot verloor een oog in de Slag bij Reimerswaal (29 januari 1574), waar hij opnieuw de Spaanse vloot versloeg. Hij overwon nogmaals in de Slag bij Lillo (mei 1574) en hij was de held van het Leidens ontzet (oktober 1574). Boisot kreeg van de vroedschap van Leiden een gouden ereketen, met daarop een afbeelding van het beleg van Jeruzalem door Sanherib. Een poging om in december bij verrassing Antwerpen te nemen, mislukte echter.
Op 18 januari 1575 trad Boisot - tegen haar zin - in het huwelijk met Louise van Dorp, een dochter van jonkheer Arend van Dorp, gouverneur van Zierikzee.
Boisot wilde Zierikzee van de Spanjaarden ontzetten, maar hij verdronk de dag ervoor op 27 mei 1576. Zijn schip kwam vast te zitten voor de dijk van waar de restanten van het dorp Borrendamme lagen, vlak bij Zierikzee. Het schip werd onder vuur genomen en kapseisde. De bemanning trachtte zich in veiligheid te stellen door naar de kust te zwemmen maar de meesten, onder wie de admiraal, haalden de oever niet. Het lichaam van Boisot werd enkele dagen later gevonden op een vliedberg bij Stavenisse en begraven in de abdijkerk in Middelburg.
- Biografisch Portaal: 23066144
- Digitale Bibliotheek voor de Nederlandse Letteren: bois018
- Gemeinsame Normdatei: 123052998
- International Standard Name Identifier: 0000 0000 6152 0561
- Nederlandse Thesaurus van Auteursnamen: 116672218
- Système universitaire de documentation: 183255194
- Virtual International Authority File: 30434994
- WorldCat: E39PBJq6Xyfpg6bFVQq3HgKPQq